# Litsea insignis
Litsea insignis (Blume) Boerl. – gatunek rośliny z rodziny wawrzynowatych (Lauraceae Juss.). Występuje naturalnie na Borneo oraz Półwyspie Malajskim (w malezyjskich stanach Kedah, Pahang i Selangor). 

## Morfologia
PokrójZimozielone drzewo dorastające do 21 m wysokości. Kora jest gładka i ma brązowoszarawą barwę.
LiścieMają podłużny lub eliptyczny kształt. Mierzą 15–30 cm długości oraz 5–12 cm szerokości. Są skórzaste. Nasada liścia jest klinowa. Blaszka liściowa jest o ostrym wierzchołku. Ogonek liściowy jest nagi i dorasta do 15–35 mm długości.
KwiatySą niepozorne, jednopłciowe, zebrane w grona, rozwijają się w kątach pędów. Mierzą do 1 cm długości.
OwoceMają kulisty kształt i barwę od zielonej do fioletowej.

## Biologia i ekologia
Roślina dwupienna. Rośnie w lasach.